# Piotr Nehring
Piotr Nehring (ur. 3 maja 1963 w Warszawie, zm. 31 lipca 2019 tamże) – polski historyk i dziennikarz związany z Gazetą Wyborczą.

## Życiorys
Ukończył historię na Uniwersytecie Warszawskim.
Od 1989 był dziennikarzem działu gospodarczego "Wyborczej". Następnie kierował działem gospodarczym, a potem zagranicznym gazety. W 2012 stworzył cotygodniowy dodatek "Ale Historia", w którym publikowano teksty popularnonaukowe poświęcone historii Polski i historii współczesnej. Zespołem "Ale Historii" kierował do 2016.
W 2014 prezydent Bronisław Komorowski odznaczył go Krzyżem Kawalerskim Orderu Odrodzenia Polski.
Od 2015 był członkiem w jury Nagrody Historycznej im. Kazimierza Moczarskiego.
W 2018 opublikował książkę pt. "Zapomniani żołnierze niepodległości", poświęconą mniej znanym postaciom, które wniosły wkład w odrodzenia państwa polskiego w 1918. Książkę pisał walcząc z białaczką, na którą zmarł.